# Rue HaYarkon

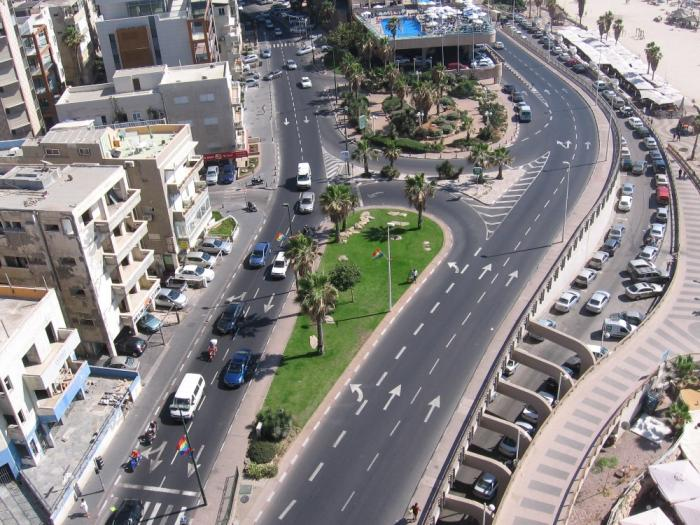
Carrefour de la rue HaYarkon (à gauche) et de la promenade Herbert Samuel (à droite).

La rue HaYarkon (en hébreu: רחוב הירקון) est une voie publique de la ville israélienne de Tel Aviv.

## Situation et accès
Orientée du nord au sud et longeant le bord de mer, elle démarre à hauteur du parc Charles Clore et se termine au nord au niveau du port de Tel Aviv.
L'industrie touristique y est très présente, la rue étant une importante zone hôtelière, celle-ci comportant également de nombreuses agences de tourisme, bureaux de compagnies aériennes. La rue compte certains des hôtels les plus célèbres de la ville, dont le Dan Tel Aviv, le Sheraton Tel Aviv et le Hilton Tel Aviv. De nombreuses ambassades se trouvent également dans cette rue, dont l'ambassade des États-Unis, de la Suisse, du Royaume-Uni, de l'Inde, de la Turquie et de la Russie.

## Origine du nom
Le nom de la rue fait référence au Yarkon, une rivière qui traverse le nord de Tel Aviv, la rue se terminant au nord au niveau de l'estuaire du Yarkon.

## Historique
Dans les années 1980, la rue était un lieu de prostitution.